# Klasy dominacji
Klasy dominacji – wskaźnik dominacji używany w badaniach ekologicznych i zoocenologicznych, klasyfikujący poszczególne organizmy pod względem ich liczebności populacji. W grupach mało licznych gatunkowo wyróżnia się na ogół mniej klas, lecz o większej dominacji. W grupach liczniejszych gatunkowo wyróżniane są zazwyczaj niższe klasy dominacji. W badaniach nad owadami wodnymi najczęściej wyróżnia się następujące klasy:
- eudominanci (D5) – liczebność powyżej 10%,
- dominanci (D4) – 5–10%,
- subdominanci (D3) – 2–5%,
- recedenci (D2) – 1–2%,
- subrecedenci (D1) – poniżej 1%.

W innych pracach wyróżnia się natomiast: dominantów (powyżej 5%), subdominantów (2–5%), influentów (1–2%) oraz gatunki akcesoryczne i obce (poniżej 1%).